# Uroxys besti
Uroxys besti là một loài bọ cánh cứng trong họ Bọ hung (Scarabaeidae).